# إرنست كراوزه
إرنست كراوزه (بالألمانية: Ernest Krause)‏ هو عسكري ألماني، (ولد في لوبيك في ألمانيا 1866  م).